# Брачевич
Брачевич (хорв. Bračević) — населений пункт у Хорватії, у Сплітсько-Далматинській жупанії у складі громади Муч.

## Населення
Населення за даними перепису 2011 року становило 182 осіб.
Динаміка чисельності населення поселення:

## Клімат
Середня річна температура становить 12,28 °C, середня максимальна – 26,63 °C, а середня мінімальна – -2,35 °C. Середня річна кількість опадів – 893 мм.
| Клімат поселення                              | Клімат поселення | Клімат поселення | Клімат поселення | Клімат поселення | Клімат поселення | Клімат поселення | Клімат поселення | Клімат поселення | Клімат поселення | Клімат поселення | Клімат поселення | Клімат поселення | Клімат поселення |
| Показник                                      | Січ.             | Лют.             | Бер.             | Квіт.            | Трав.            | Черв.            | Лип.             | Серп.            | Вер.             | Жовт.            | Лист.            | Груд.            |                  |
| Середній максимум, °C                         | 8,98             | 9,65             | 12,73            | 16,41            | 21,18            | 25,19            | 26,63            | 26,51            | 21,86            | 17,38            | 12,21            | 9,16             |                  |
| Середня температура, °C                       | 3,31             | 3,99             | 7,08             | 10,75            | 15,52            | 19,52            | 22,22            | 22,08            | 17,42            | 12,94            | 7,76             | 4,72             |                  |
| Середній мінімум, °C                          | −2,35            | −1,67            | 1,40             | 5,09             | 9,86             | 13,86            | 17,78            | 17,64            | 12,99            | 8,51             | 3,33             | 0,29             |                  |
| Норма опадів, мм                              | 73               | 65               | 70               | 76               | 65               | 63               | 42               | 55               | 80               | 96               | 113              | 95               |                  |
| Середньомісячна швидкість вітру, м/с          | 2.53             | 2.78             | 2.90             | 2.78             | 2.48             | 2.20             | 2.20             | 2.08             | 2.30             | 2.39             | 2.84             | 2.85             |                  |
| Середньомісячна сонячна радіація, кДж/м²·день | 5445             | 8209             | 11826            | 16225            | 19934            | 22502            | 24116            | 21239            | 15860            | 10330            | 5846             | 4593             |                  |
| --------------------------------------------- | ---------------- | ---------------- | ---------------- | ---------------- | ---------------- | ---------------- | ---------------- | ---------------- | ---------------- | ---------------- | ---------------- | ---------------- | ---------------- |
| Джерело:                                      |                  |                  |                  |                  |                  |                  |                  |                  |                  |                  |                  |                  |                  |